# Torchlight
Torchlight este un joc video RPG dezvoltat de Runic Games și distribuit de Perfect World, care a fost realizat pentru Windows în octombrie 2009.  Jocul, cu o temă fantasy, are loc în orașul fictiv Torchlight și în numeroasele caverne și tuneluri din apropiere, prin care aventurierii caută diferite obiecte valoroase și se luptă cu hoarde de monștrii pentru experiență. După distribuția digitală din 2009, o versiune Windows la pachet a apărut în SUA în ianuarie 2010 produsă de Encore, Inc, și JoWood Entertainment a distribuit un pachet software în Europa în aprilie 2010.  O versiune pentru Mac OS X a fost disponibilă datorită World Domination Industries Arhivat în 10 decembrie 2013, la Wayback Machine. și a fost distribuită prin intermediul Steam la 12 mai 2010. Runic Games și World Domination Industries au realizat o versiune Xbox Live Arcade disponibilă din 9 martie 2011.

## Continuări
O continuare, Torchlight II, a fost programată să apară în 2011 de către Runic Games. Dar în noiembrie 2011, președintele companiei, Travis Baldree, a anunțat că jocul va apare în 2012. Torchlight II a fost lansat la 20 septembrie 2012.